# Назорей
Назоре́й (давньоєврейськ. «посвячений Богу») — це звання юдеї давали людині, котра відокремлювалась від інших та особливо присвячувалася єдиному Богу. Згадка про «назореїв» міститься у пізніших додатках Старого Заповіту Біблії (Числа, 6:21). Як вважається, людина могла стати «назореєм» на якийсь певний час або на усе життя. Допускалося навіть освячення батьками дітей у такий статус.
До «назореїв» могли належати особи як чоловічої, так і жіночої статі, котрим після прийняття на себе обітниць заборонялося вживати вино, алкогольні напої та усі продукти виноградарства. Під час виконання обітниць «назорейства» не дозволялося також обрізати волосся на голові та наближуватись до будь-яких інших людей (навіть родичів), коли вони помруть. Основний зміст «назорейства» ймовірно полягав у аскетичних вправах та молитвах на самоті.
Після закінчення часу випробування «назорей» мав принести у святилище юдейського Храму особливі дари та пройти символічну церемонію гоління голови та спалення волосся, після чого був відновлений у статусі звичайної вільної людини.
Існування постійної групи «назореїв» підтверджується декількома згадками у Старому Заповіті, але подібні згадки виглядають скоріше випадковими та не дають повної інформації. Так Самсон зветься «Назореєм Божим від лона матері» (Книга Суддів, 13:5), пророк Самуїл вважається довічним «назореєм». Пророк Амос згадує «назореїв» у одному контексті з пророками як молодих людей, вихованих Богом.
«Назореї» з'являються також і у Новому Заповіті, де найвідомішим є пророк Іван Хреститель, котрий не тільки не вживає вина, але й веде суворе аскетичне життя, подібне «назорейству».
У Діяннях святих апостолів згадується про перших християн з числа євреїв, котрі брали на себе тимчасові обітниці «назорейства». Насамперед, як вважається, подібні обітниці брав Апостол Павло (Діяння, 18:18).
Про існування «назореїв» також вказується у юдейського історика Йосипа Флавія та Талмуді.